# 斯馬利特 (密蘇里州)
斯馬利特（英語：Smallett）是位於美國密蘇里州道格拉斯縣的非建制地區。

## 歷史
斯馬利特的郵局於1888年設立，其後於1967年停運。

## 地理
斯馬利特所處的海拔為高於海平面326米（即1070英呎），而該地所採用的時區為UTC-6，即北美中部時區（CST）。同時該地設有夏令時間，為UTC-6調快一小時，即UTC-5（CDT）。